# BWF Grand Prix
El FMB Grand Prix Gold y Grand Prix es una serie de torneos de bádminton, sancionados por la Federación Mundial de Bádminton (FMB) desde 2007.

## Características
Dinero del premio
Un torneo Grand Prix Gold ofrece un premio mínimo de US $ 120,000; un torneo de Grand Prix ofrece un premio mínimo de $ 50,000. La fórmula de distribución de dinero en premios es idéntica al torneo de la Serie Súper.
Puntos del ranking mundial
La serie BWF Grand Prix Gold y Grand Prix ofrece terceros solo en torneos BWF (después de eventos BWF y Super Series), según el sistema World Ranking.

## Torneos
| Torneo                  | Temporada | Temporada | Temporada | Temporada | Temporada | Temporada | Temporada | Temporada | Temporada | Temporada | Temporada |
| Torneo                  | 2007      | 2008      | 2009      | 2010      | 2011      | 2012      | 2013      | 2014      | 2015      | 2016      | 2017      |
| ----------------------- | --------- | --------- | --------- | --------- | --------- | --------- | --------- | --------- | --------- | --------- | --------- |
| Australian Open         |           |           | ●         | ●         | ●         | ●         | ●         |           |           |           |           |
| Bitburger Open          | ●         | ●         | ●         | ●         | ●         | ●         | ●         | ●         | ●         | ●         | ●         |
| Brasil Open             |           |           |           |           |           |           |           | ●         | ●         | ●         |           |
| Bulgaria Open           |           | ●         |           |           |           |           |           |           |           |           |           |
| Canadian Open           |           |           |           | ●         | ●         | ●         | ●         | ●         | ●         | ●         | ●         |
| China Masters           |           |           |           |           |           |           |           | ●         | ●         | ●         | ●         |
| Chinese Taipei Masters  |           |           |           |           |           |           |           |           | ●         | ●         |           |
| Chinese Taipei Open     | ●         | ●         | ●         | ●         | ●         | ●         | ●         | ●         | ●         | ●         | ●         |
| Dutch Open              | ●         | ●         | ●         | ●         | ●         | ●         | ●         | ●         | ●         | ●         | ●         |
| German Open             | ●         | ●         | ●         | ●         | ●         | ●         | ●         | ●         | ●         | ●         | ●         |
| India Open              |           | ●         | ●         | ●         |           |           |           |           |           |           |           |
| Indonesian Masters      |           |           |           | ●         | ●         | ●         | ●         | ●         | ●         | ●         |           |
| Korea Masters           |           |           |           | ●         | ●         | ●         | ●         | ●         | ●         | ●         | ●         |
| London Grand Prix Gold  |           |           |           |           |           |           | ●         |           |           |           |           |
| Macau Open              | ●         | ●         | ●         | ●         | ●         | ●         | ●         | ●         | ●         | ●         | ●         |
| Malaysia Masters        |           |           | ●         | ●         | ●         | ●         | ●         | ●         | ●         | ●         | ●         |
| Mexico City Open        |           |           |           |           |           |           |           |           | ●         |           |           |
| New Zealand Open        | ●         | ●         | ●         |           |           |           | ●         | ●         | ●         | ●         | ●         |
| Philippines Open        | ●         |           | ●         |           |           |           |           |           |           |           |           |
| Russian Open            | ●         | ●         | ●         | ●         | ●         | ●         | ●         | ●         | ●         | ●         | ●         |
| Scottish Open           |           |           |           |           |           |           | ●         | ●         | ●         | ●         | ●         |
| Swiss Open              |           |           |           |           | ●         | ●         | ●         | ●         | ●         | ●         | ●         |
| Syed Modi International |           |           | ●         | ●         | ●         | ●         |           | ●         | ●         | ●         | ●         |
| Thailand Masters        |           |           |           |           |           |           |           |           |           | ●         | ●         |
| Thailand Open           | ●         | ●         | ●         |           | ●         | ●         | ●         |           | ●         | ●         | ●         |
| U.S. Grand Prix         |           |           |           |           |           |           |           | ●         | ●         |           |           |
| U.S. Open               | ●         | ●         | ●         | ●         | ●         | ●         | ●         | ●         | ●         | ●         | ●         |
| Vietnam Open            | ●         | ●         | ●         | ●         | ●         | ●         | ●         | ●         | ●         | ●         | ●         |

     Grand Prix
     Grand Prix Gold